# Scorpio atakor
Espèce
Scorpio atakor est une espèce de scorpions de la famille des Scorpionidae.

## Distribution
Cette espèce est endémique du Hoggar en Algérie. Elle se rencontre sur le plateau volcanique de l'Atakor (en).

## Description
Le mâle holotype mesure 36,14 mm.

## Systématique et taxinomie
Cette espèce a été décrite par Ythier, Sadine, Bengaid & Lourenço en 2024.

## Étymologie
Son nom d'espèce lui a été donné en référence au lieu de sa découverte, le plateau volcanique de l'Atakor.

## Publication originale
- Ythier, Sadine, Bengaid & Lourenço, 2024 : « A new species of Scorpio Linnaeus, 1758 from Algeria (Scorpiones: Scorpionidae) and a new case of vicariance. » Arachnides, vol. 113, p. 1-10.